# Aconitum ferox
Aconitum ferox este o specie din genul Aconitum, familia Ranunculaceae. Este cunoscută și ca aconit indian. Este întâlnit extrem de des în Sandakphu, care este cel mai înalt punct din dealurile Darjeeling.